# Marc Singer

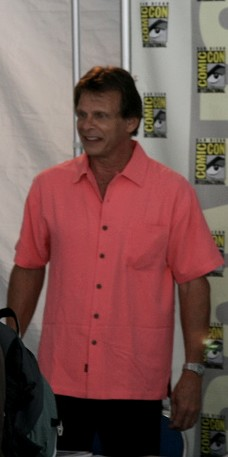
Marc Singer

Marc Singer (* 29. Januar 1948 in Vancouver, British Columbia) ist ein US-amerikanischer Schauspieler kanadischer Herkunft.

## Leben
Sein Vater Jacques Singer war Dirigent und seine Mutter Leslie eine Konzertpianistin. Seine Schwester Lori Singer ist Schauspielerin und sein Cousin Bryan ein Regisseur. Marc Singer wuchs in Corpus Christi, Texas, auf.
Singer ist durch seine Rollen in vielen Science-Fiction-Filmen und -Serien bekannt geworden, darunter durch Beastmaster – Der Befreier und dessen Fortsetzungen. Am bekanntesten dürfte die Filmserie V – Die außerirdischen Besucher kommen (V) aus dem Jahr 1983 sein, in der er die Hauptrolle des Mike Donovan spielte.
Mit der Serie gelang ihm jedoch nicht der erhoffte große Durchbruch, und er war danach auch weiterhin vorwiegend in B-Produktionen und in Fernsehserien wie Dallas, Mord ist ihr Hobby und Highlander zu sehen. 2008 war eine Fortsetzung zu V geplant, in der viele Schauspieler der Originalbesetzung, neben Singer unter anderem Jane Badler, mitwirken sollten, dieses Vorhaben wurde jedoch nicht umgesetzt. Ein Remake mit dem deutschen Titel V – Die Besucher wurde ab 2009 ausgestrahlt und kam auf 22 Folgen in zwei Staffeln. In der letzten Folge des Remakes hat Singer einen Gastauftritt als Lars Tremont.
Singer tritt auch häufig in Theaterproduktionen auf und lehrt am Heifetz International Music Institute in Wolfeboro, New Hampshire.

## Filmografie (Auswahl)
- 1973: Columbo: Doppelter Schlag (Double Shock, Fernsehreihe)
- 1974: Planet der Affen (Planet of the Apes, Fernsehserie, eine Folge)
- 1974;1975: Hawaii Fünf-Null (Hawaii Five-O, Fernsehserie, 2 Folgen)
- 1975: Barnaby Jones (Fernsehserie, 2 Folgen)
- 1978: Die letzte Schlacht (Go Tell the Spartans)
- 1979: Roots – Die nächsten Generationen (Roots: The Next Generations, Miniserie)
- 1979: Die zwei Welten der Jenny Logan (The Two Worlds of Jennie Logan)
- 1982: Ein Stern in meiner dunklen Nacht (If You Could See What I Hear)
- 1982: Beastmaster – Der Befreier (Beastmaster)
- 1983–1985: V – Die außerirdischen Besucher kommen (V, Fernsehserie)
- 1984: Love Boat (Fernsehserie, 2 Folgen)
- 1986: Dallas (Fernsehserie, 12 Folgen)
- 1987: Hotel (Fernsehserie, eine Folge)
- 1988: Twilight Zone (Fernsehserie, eine Folge)
- 1988: Simon & Simon (Fernsehserie, eine Folge)
- 1989: Mord ist ihr Hobby (Murder, She Wrote, Fernsehserie, eine Folge)
- 1989: Der Hitchhiker (The Hitchhiker, Fernsehserie, eine Folge)
- 1990: Eine verhängnisvolle Verbindung (Body Chemistry)
- 1990: Heißkalte Nächte (In the Cold of the Night)
- 1990: Watchers II – Augen des Terrors (Watchers II)
- 1991: Beastmaster II – Der Zeitspringer (Beastmaster 2: Through the Portal of Time)
- 1991: Spiel gegen den Tod (Deadly Game, Fernsehfilm)
- 1992: Parfüm des Todes (Ultimate Desires)
- 1992: Highlander (Fernsehserie, eine Folge)
- 1993: Der Seewolf (The Sea Wolf, Fernsehfilm)
- 1995: Im Netz der Leidenschaft (Victim of Desire)
- 1996: Beastmaster – Das Auge des Braxus (Beastmaster – The Eye of Braxus, Fernsehfilm)
- 1998: Liebling, ich habe die Kinder geschrumpft (Honey, I Shrunk the Kids: The TV Show, Fernsehserie, eine Folge)
- 1999: Schatten der Leidenschaft (The Young and the Restless, Fernsehserie, 12 Folgen)
- 2001: L.A.P.D. – To Protect and to Serve
- 2001–2002: Beastmaster – Herr der Wildnis (Beastmaster: The Legend Continues, Fernsehserie, 6 Folgen)
- 2008: Eagle Eye – Außer Kontrolle (Eagle Eye)
- 2011: Criminal Minds: Team Red (Criminal Minds: Suspect Behavior, Fernsehserie, Folge 1x03)
- 2011: V – Die Besucher (V, Fernsehserie, Folge 2x10)
- 2015: Arrow (Fernsehserie, 5 Folgen)
- 2020: AJ and the Queen (Fernsehserie)